# Геологическая временная шкала Марса
Фундаментальной задачей планетологии является определение того, как поверхность планеты изменялась со временем. Это даёт информацию о процессах, как происходящих внутри неё (землетрясениях, извержениях вулканов), так и о действующих извне (например, падении астероидов). Для этого нужно определить возраст каждого участка поверхности. На Земле это легко сделать, имея доступ к слоям пород, расположенным один над другим: очевидно, что каждый более глубокий слой старше предыдущего; например, в Большом Каньоне их последовательность даже можно наблюдать непосредственно. Процесс определения возраста слоёв поверхности по соотношению между ними называется стратиграфией. Кроме того, на Земле возраст породы можно определить и напрямую методом радиометрического датирования. Но для Марса возможно изучать его поверхность лишь по материалам, полученным космическими аппаратами.

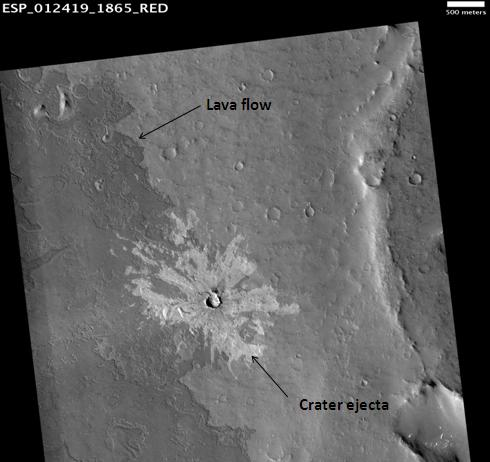
Изображение с камеры HiRISE, демонстрирующее закон суперпозиции, позволяющий определять относительный возраст участков поверхности: тёмные лавовые потоки находятся выше (то есть образовались позже) светлого более раннего слоя — поверхности в правой части, содержащей множество кратеров, а слой, образованный выбросами из кратера в центре, лежит выше их обоих, то есть является наиболее молодым образованием на данном снимке.

## Датировка на основании распределения кратеров
Поскольку наиболее примечательной отличительной особенностью снимков поверхности Марса является большое число кратеров, наиболее очевидным представляется датирование на основании распределения кратеров: можно начать с общего предположения, что чем больше кратеров, тем старше порода.
Согласно принятой на сегодняшний день теории, планеты формировались путём аккреции более мелких тел, которые сталкивались с ними и вносили свой вклад в их массу. Поскольку крупных тел изначально было меньше, они соударялись с планетой лишь на начальном этапе, затем остались только мелкие и наконец, столкновения вообще практически прекратились. Так что, грубо говоря, чем больше кратер, тем он старше. Соответственно, можно выделить 3 основных этапа формирования кратеров
:
1. Образуются крупные и мелкие кратеры.
2. Образуются только мелкие кратеры.
3. Вообще почти никаких кратеров не образуется.
Если бы никаких процессов, изменяющих поверхность Марса, не происходило, вся она была бы равномерно покрыта крупными и мелкими кратерами. Но можно видеть, что это не так: есть несколько областей с большим числом крупных (более 300 км диаметром) кратеров, большая часть южного полушария покрыта только мелкими кратерами, а на оставшейся поверхности северного полушария кратеров почти нет. На основании этого принято выделять 3 периода, когда сформировались эти участки поверхности Марса:

### Нойский
Термин происходит от названия земли Ноя. В основе датировки — образование бассейна Эллада, нагорья Фарсида и долин Маринера 3,8-4,1 млрд лет назад.
О том, что происходило в донойский период, известно мало. Установлено только, что его характеризовало возможное наличие магнитного поля и многочисленные столкновения с космическими телами, одно из которых, вероятно, и повлекло за собой т.н. глобальную дихотомию Марса.
В течение нойского периода шло интенсивное образование как больших, так и маленьких кратеров, формирование долин и эрозия. Её темп, хотя и более высокий, чем в последующие времена, всё же был намного ниже относительно даже самых медленных процессов такого рода на Земле. Климатические условия (по крайней мере эпизодически) благоприятствовали существованию рек и других водоёмов, а также выветриванию, приводившему к образованию филлосиликатов. Происходило отложение сульфатов.
Поскольку невозможно представить себе процесс, за счёт которого с поверхности стирались бы только большие кратеры, очевидно, что окончание этого периода — момент, когда были стёрты все кратеры и поверхность была выровнена.

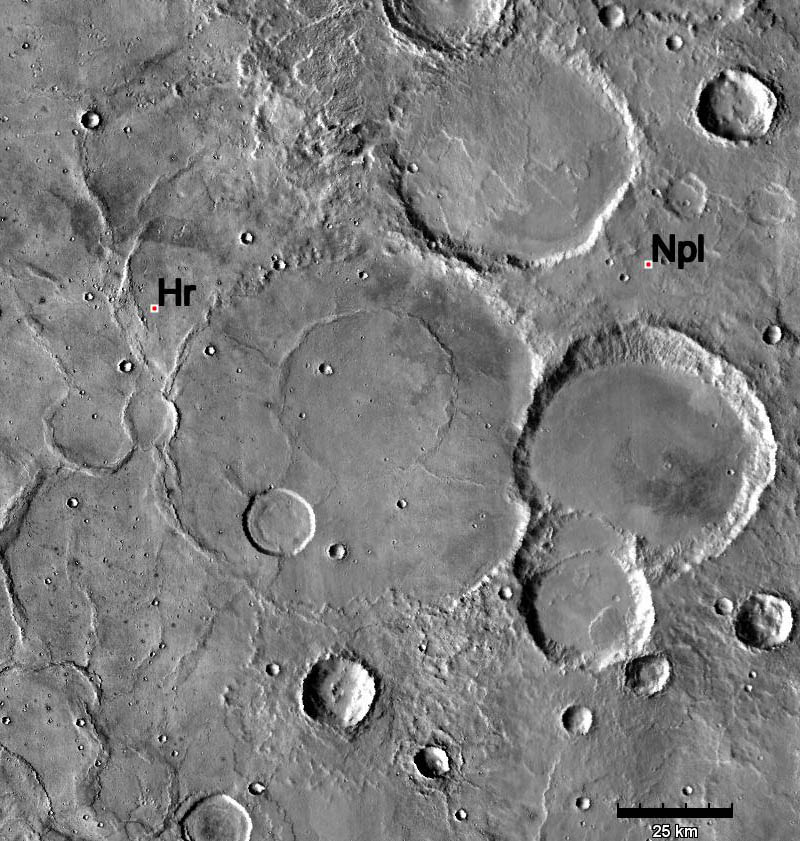
Контакт нойской и гесперийской систем. Гесперийские кряжистые равнины частично покрывают собой нойские плато со множеством кратеров. Составное изображение из ИК-снимков камеры THEMIS на спутнике «Марс Одиссей», сделанное по образцу фото аппарата «Викинг»

### Гесперийский
Назван по Гесперийскому плато, продолжался 3,7-3 млрд лет назад. На рубеже нойского и гесперийского периодов резко упала интенсивность формирования долин, выветривания, эрозии и столкновений с космическими телами — происходили падения лишь небольших, оставлявших мелкие кратеры. Однако довольно активно продолжались в гесперийский период вулканические процессы, изменившие не менее 30 % поверхности планеты. Выбросы парниковых газов повлекли кратковременное потепление, сменившееся глобальным похолоданием. Образовывались каньоны. Периодически случались сильные наводнения, сформировавшие каналы оттока. Другие водные процессы практически прекратились (что привело к увеличению объёма криосферы), но не полностью, о чём свидетельствуют отдельные отложения сульфатов, их наличие в грунте, а также присутствие сетей долин, образовавшихся уже именно в это время.

### Амазонийский
Назван в честь Амазонийской равнины. Начался со стирания всех кратеров, видимо, в результате вулканических процессов, поскольку они происходили не повсюду, как было бы при эрозии, а лишь на части северного полушария, причём именно той, где расположены крупные вулканы, — районов Фарсида и Элизиум. Их интенсивность заметно (примерно в 10 раз) снизилась, а на остальной территории они и вовсе прекратились. Жидкая вода постепенно исчезала с поверхности Марса, поэтому также прекратились и наводнения, хотя небольшие эпизодически случались вплоть до недавнего (в геологических масштабах) времени. Процессы эрозии и выветривания практически угасли. Развитие каньонов происходило уже только за счёт оползней. Главной отличительной особенностью периода стало формирование элементов рельефа, связанных с появлением, накоплением и движением льда: полярных шапок, ледниковых отложений на вулканах, поверхностных слоёв с большим содержанием льда в высоких широтах и различных форм в поясах на широтах 30—55°, таких как лопастные наносные окраины, полосные долинные отложения и концентрические кратерные отложения. Большая часть оврагов на крутых склонах также образовалась в этот период, в достаточно позднюю его эпоху. При этом на интенсивность появления этих форм скорее всего влияла зависимость стабильности нахождения воды в состоянии льда от изменения наклона оси вращения Марса. В течение амазонийского периода, продолжающегося и по настоящий день, кратеры практически не образуются.
Конкретные временные границы периодов можно определить исходя из предположения, что интенсивность кратерообразования на Марсе была такой же, как на Луне, а для неё можно применить более точные методы датирования пород. Однако, разумеется, это допущение влечёт за собой большую неопределённость и указанные даты следует считать лишь приблизительными. Некоторые учёные сдвигают границу между гесперийским и амазонийским периодами до времени 2,5—2 млрд лет назад.